# Ebisu (divinité)
Pour les articles homonymes, voir Ebisu.
Ebisu (恵比寿, ou Yebisu) est la divinité japonaise des pêcheurs, des marchands et de la prospérité.

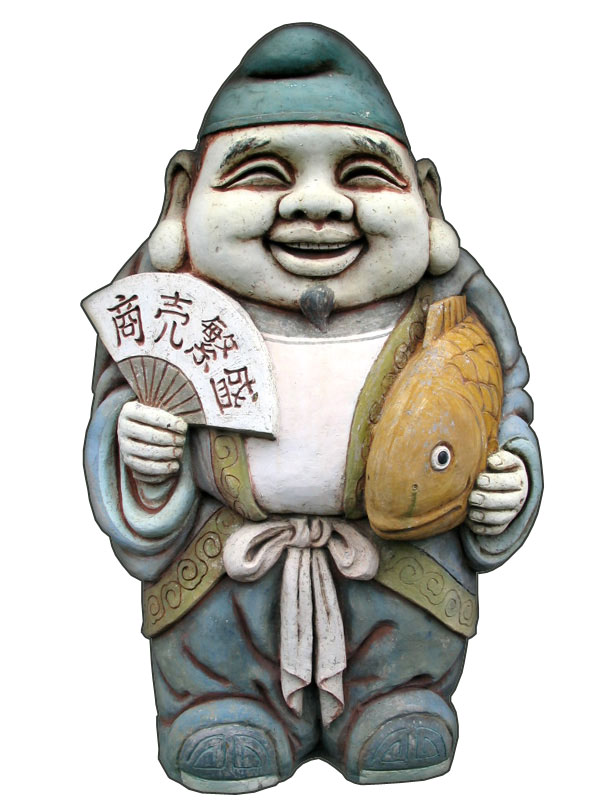
Ebisu. L'éventail indique 商売繁盛, soit « commerce prospère ».

Il est souvent représenté transportant une daurade ou un bar. Il est fêté le 10 janvier (le 20 octobre à Osaka). Cette fête shinto, qui remonte au XVIe siècle, est devenue aujourd'hui une fête commerciale.
Cette divinité populaire serait un kami ou un héros de l’ancien temps. On dit aussi qu’il aurait été le troisième fils d’Izanagi et d’Izanami et qu'il serait l’ancêtre du peuple japonais. Il est réputé pour être dur d’oreille, raison pour laquelle ses fidèles, avant de prier, font un grand bruit. Il est traditionnellement associé à Daikokuten, le dieu de la Fortune.